# Darien (Connecticut)
Pour les articles homonymes, voir Darien.
Darien est une ville située dans le comté de Fairfield, dans l'État du Connecticut aux États-Unis. Lors du recensement de 2010, Darien avait une population totale de 20 732 habitants.

## Géographie

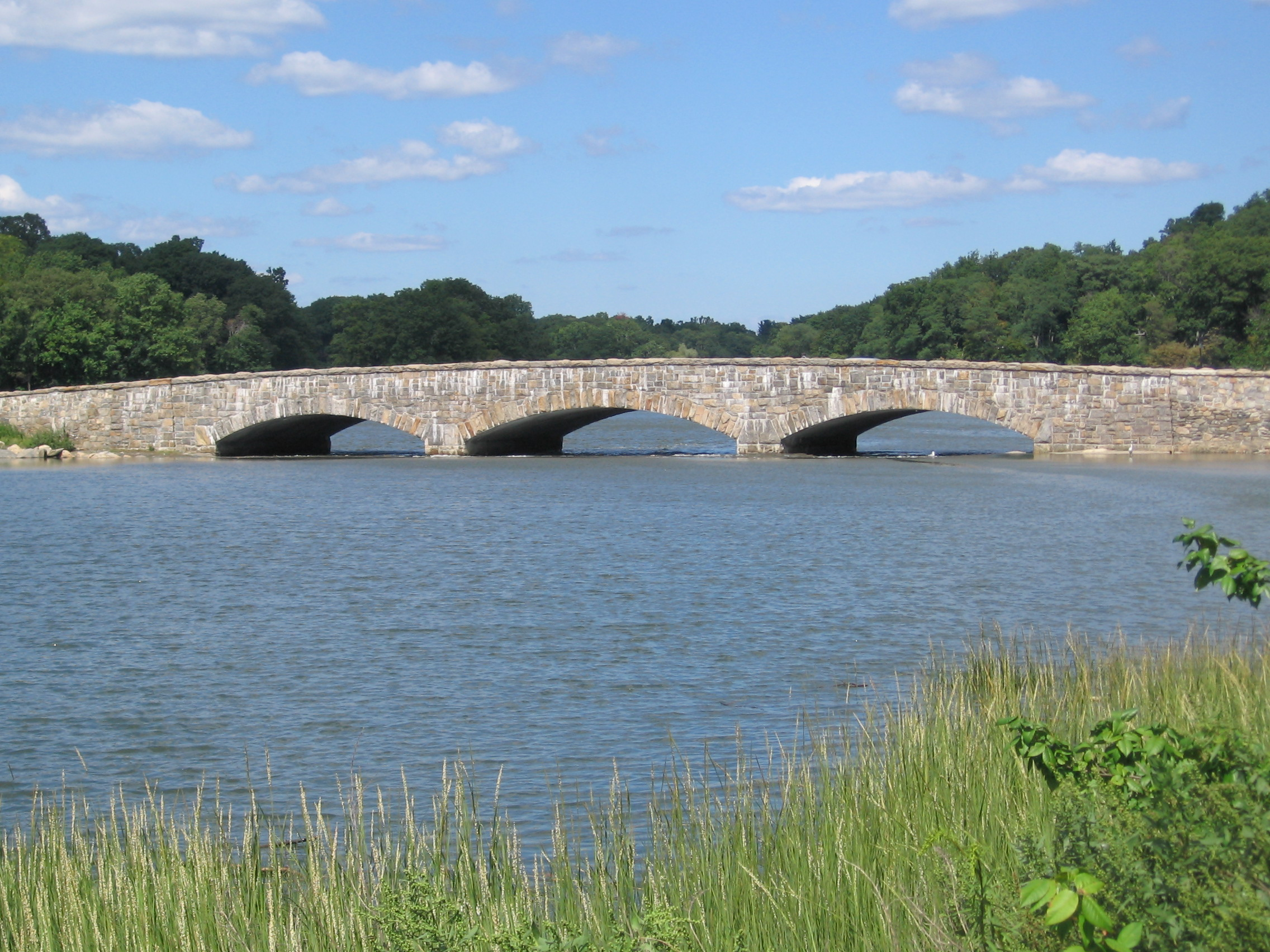
Goreham Bridge

Selon le Bureau du Recensement des États-Unis, la superficie de la ville est de 23,48 milles carrés (60,81 km2), dont 12,66 milles carrés (32,79 km2) de terres et 10,82 milles carrés (28,02 km2) de plans d'eau (soit 46 %).

## Histoire
Darien devient une municipalité en 1820. Son nom proviendrait de Santa María la Antigua del Darién.

## Démographie
D'après le recensement de 2000, il y avait 19 607 habitants, 6 592 ménages, et 5 385 familles dans la ville. La densité de population était de 588,7 hab/km2. Il y avait 6 792 maisons avec une densité de 203,9 maisons/km2. La décomposition ethnique de la population était : 95,97 % blancs ; 0,45 % noirs ; 0,04 % amérindiens ; 2,42 % asiatiques ; 0,03 % natifs des îles du Pacifique ; 0,30 % des autres races ; 0,80 % de deux ou plus races. 2,19 % de la population était hispanique ou Latino de n'importe quelle race.
Il y avait 6 592 ménages, dont 46,4 % avaient des enfants de moins de 18 ans, 74,5 % étaient des couples mariés, 5,6 % avaient une femme qui était parent isolé, et 18,3 % étaient des ménages non-familiaux. 15,6 % des ménages étaient constitués de personnes seules et 8,3 % de personnes seules de 65 ans ou plus. Le ménage moyen comportait 2,95 personnes et la famille moyenne avait 3,31 personnes.
Dans la ville la pyramide des âges était 32,5 % en dessous de 18 ans, 3,0 % de 18 à 24, 28,2 % de 25 à 44, 24,0 % de 45 à 64, et 12,4 % qui avaient 65 ans ou plus. L'âge médian était 38 ans. Pour 100 femmes, il y avait 96,2 hommes. Pour 100 femmes de 18 ans ou plus, il y avait 89,7 hommes.
Le revenu médian par ménage de la ville était 146 755 dollars US, et le revenu médian par famille était $173 777. Les hommes avaient un revenu médian de $100 000+ contre $59 313 pour les femmes. Le revenu par habitant de la ville était $77 519. 2,0 % des habitants et 0,6 % des familles vivaient sous le seuil de pauvreté. 1,6 % des personnes de moins de 18 ans et 2,6 % des personnes de plus de 65 ans vivaient sous le seuil de pauvreté.
| 1820  | 1850  | 1860  | 1870  | 1880  | 1890  |
| ----- | ----- | ----- | ----- | ----- | ----- |
| 1 126 | 1 454 | 1 705 | 1 808 | 1 949 | 2 276 |

| 1900  | 1910  | 1920  | 1930  | 1940  | 1950   |
| ----- | ----- | ----- | ----- | ----- | ------ |
| 3 116 | 3 946 | 4 184 | 6 951 | 9 222 | 11 767 |

| 1960   | 1970   | 1980   | 1990   | 2000   | 2010   |
| ------ | ------ | ------ | ------ | ------ | ------ |
| 18 437 | 20 336 | 18 892 | 18 196 | 19 607 | 20 752 |